# Денисов, Борис Алексеевич
Борис Алексеевич Денисов (2 октября 1893 года, Курск — 30 августа 1967 года, Ленинград) — советский военно-морской деятель, инженерный работник, преподаватель Военно-морской академии, доктор наук (1957) и профессор-консультант (1958), инженер-контр-адмирал (1954). Крупный специалист в области применения минно-торпедного оружия.

## Биография

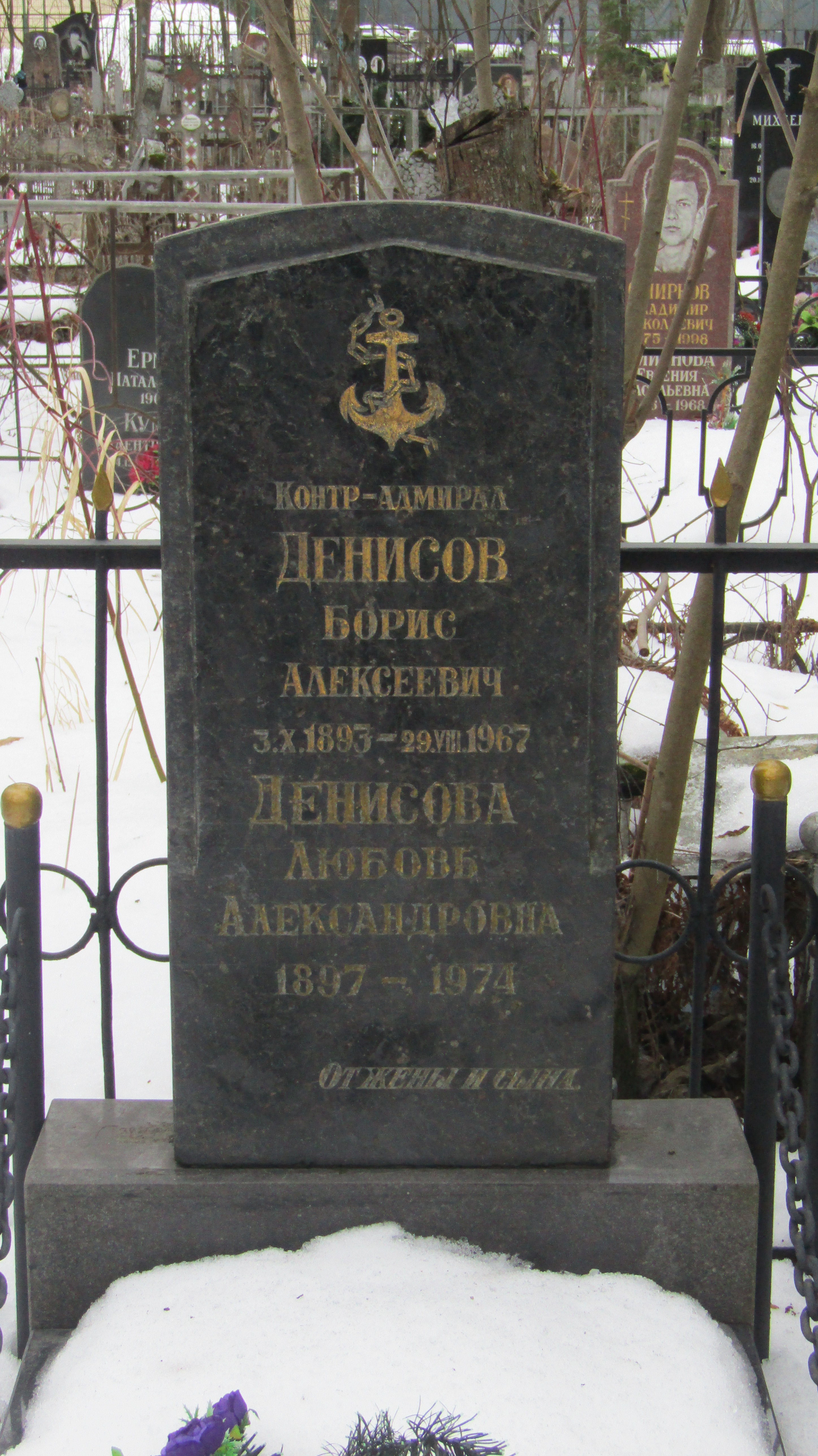

Окончил юридический факультет Петроградского университета (сентябрь 1912 — июнь 1916), курсы
гардемаринов флота (ноябрь 1916 — декабрь 1917), минный класс СКСС флота (октябрь 1920 — октябрь 1921), минную группу факультета военно-морского оружия Военно-морской академии (май 1922 — июнь 1926).
На военной службе с 1916. Вольноопределяющийся 2-го Балтийского флотского экипажа (июнь — ноябрь 1916). Флагсекретарь отряда заграждений Черноморского флота (декабрь 1917 — февраль 1918). Производитель работ и старший делопроизводитель Главного управления кораблестроения (февраль 1918 — октябрь 1920), дивизионный минёр 1-го дивизиона траления Морских сил Балтийского моря (октябрь 1921 — май 1922), флагман штаба флота Морских сил Чёрного моря (июнь 1926 — ноябрь 1931).
Преподаватель Военно-морской академии им. К. Е. Ворошилова (декабрь 1931 — октябрь 1932). Начальник отдела НИМТИ (минно-торпедного института) ВМС РККА в Ленинграде (октябрь 1932 — август 1933). Старший преподаватель тактики (август 1933 — июль 1939), доцент кафедры тактических свойств оружия (июль 1939 — август 1943), преподаватель той же кафедры артиллерийского факультета Военно-морской академии им. К. Е. Ворошилова (август 1943 — сентябрь 1945). Член ВКП(б) с 1945. Старший преподаватель кафедры тактических свойств боевых средств флота (сентябрь 1945 — июль 1949), начальник кафедры боевого использования минно-трального оружия и противолодочного оружия (июль 1949 — декабрь 1958), торпедной стрельбы и боевого использования минно-трального и противолодочного оружия (декабрь 1958 — июнь 1960) минно-торпедного факультета Военно-морской академии кораблестроения и вооружения им. А. Н. Крылова. Заместитель начальника кафедры № 6 факультета вооружения (июнь 1960 — декабрь 1961), профессор-консультант
Учёного совета Военно-морской академии (декабрь 1961 — июль 1966).
Из аттестации (1957): «Является крупным специалистом в области боевого использования минного оружия с кораблей ВМФ. Ему же принадлежат первые разработки применения мин с самолётов. Опытный педагог и ученый. Под его руководством и лично самим поставлены Курсы боевого использования минно-трального и противолодочного оружия и написано ряд ценных учебных пособий… В своих лекциях использует обобщённый опыт Великой Отечественной войны и опыт боевой подготовки в послевоенный период. Лекции читает ясно и доходчиво. Стремится увязать свои лекции с воспитанием слушателей в духе советского патриотизма, любви в ВМФ и к оружию. Как учёный плодотворно работает над актуальной для ВМФ тематикой. Является постоянным консультантом в НИИ-3 и руководителем заочных адъюнктов того же института. За выполнение научно-исследовательских работ в 1956 году был награждён за лучшую научно-исследовательскую работу в Академии и денежной премией… Коллектив кафедры сплочён.».
С июля 1966 в отставке по болезни. Похоронен на Серафимовском кладбище.

### Семья
Сын: Андрей Борисович Денисов (род. 1925), офицер ВМФ СССР.

### Звания
- Инженер-флагман 3-го ранга (28 ноября 1939);[3][4]
- Инженер-капитан 1-го ранга (8 июня 1940);[5]
- Инженер-контр-адмирал (31 мая 1954).

### Награды
- Орден Ленина (1945);
- Два ордена Красного Знамени (1944, 1947);
- Орден Трудового Красного Знамени (1963);
- Орден Красной Звезды (1944);
- Медали[6].

## Публикации
Подготовил 49 научных трудов (22 печатных и 27 рукописных), в том числе «Правила минной службы» (1950), «Влияние атомного нападения на маневрирование надводных кораблей при выполнении минных постановок» (1954) и «Действие атомного взрыва на боевое использование минного оружия» (1955).
- Вероятность попадания торпедами при дневной стрельбе с подводных лодок по кораблям, идущим прямыми курсами. НИМТИ МС РККА. Л., 1935;
- Минно-заградительные операции, выполненные флотами разных государств в империалистическую войну 1914—1918 гг. М., 1936;
- Использование мин в Гражданскую войну 1918—1920 гг. М.-Л., 1939;
- Использование мин в Мировую империалистическую войну. М.; Л., 1940.